# Beaumont (Mississippi)
Beaumont é uma cidade  localizada no estado americano de Mississippi, no Condado de Perry.

## Demografia
Segundo o censo americano de 2000, a sua população era de 977 habitantes. 
Em 2006, foi estimada uma população de 974, um decréscimo de 3 (-0.3%).

## Geografia
De acordo com o United States Census Bureau tem uma área de 
9,0 km², dos quais 9,0 km² cobertos por terra e 0,0 km² cobertos por água. Beaumont localiza-se a aproximadamente 42 m acima do nível do mar.

## Localidades na vizinhança
O diagrama seguinte representa as localidades num raio de 36 km ao redor de Beaumont. 